# Ibolyaszínű rézkakukk
Az ibolyaszínű rézkakukk (Chrysococcyx xanthorhynchus) a madarak osztályának kakukkalakúak (Cuculiformes) rendjébe, ezen belül a kakukkfélék (Cuculidae) családjába tartozó faj.

## Rendszerezése
A fajt Thomas Horsfield amerikai ornitológus írta le 1821-ben, a Cuculus nembe Cuculus xanthorhynchus néven.

## Alfajai
- Chrysococcyx xanthorhynchus amethystinus (Vigors, 1831)
- Chrysococcyx xanthorhynchus xanthorhynchus (Horsfield, 1821)[2]

## Előfordulása
Dél- és Dél-Délkelet-Ázsiában, Banglades, Bhután, Brunei, a Fülöp-szigetek, Kambodzsa, Kína, India, Indonézia, Laosz, Malajzia, Mianmar, Szingapúr, Thaiföld és Vietnám területén honos.
A természetes élőhelye szubtrópusi és trópusi síkvidéki esőerdők, mangroveerdők, valamint ültetvények és vidéki kertek. Vonuló faj.

## Megjelenése
Testhossza 16 centiméter, testtömege 21 gramm.

## Életmódja
Rovarokkal, hangyákkal, legyek, hernyókkal és bogarakkal táplálkozik, valamint gyümölcsök.

## Természetvédelmi helyzete
Az elterjedési területe rendkívül nagy, egyedszáma viszont csökkenő, de még nem éri el a kritikus szintet. A Természetvédelmi Világszövetség Vörös listáján nem fenyegetett fajként szerepel.

## Külső hivatkozás
- Képek az interneten a fajról
- Xeno-canto.org - a faj hangja és elterjedési területe